# Guargumi

Guarán, amely egy galaktomannán típusú heteropoliszacharid

A guargumi (kódja: E412, más néven guarenyv, guargyanta vagy guarmézga) a pillangósvirágúak családjába tartozó guarbab (Cyamopsis tetragonoloba) magjának endospermiumában található mézga. A magvakat lehüvelyezés után őrlik. A végtermék legtöbbször egy könnyű, fehér vagy halvány színű, durvább vagy finomra őrölt, vízben oldódó por. Kiterjedten használják az olaj- és élelmiszeriparban.

## Előállítás
A guargumit a guarbab magjából állítják elő. A guarbab fő termőterülete Északnyugat-India (elsősorban Rádzsasztán, továbbá jelentős még Gudzsarát, Harijána, Pandzsáb, Uttar Prades és Himácsal Prades) és Pakisztán, de Amerikában és Afrikában is termesztik. Az éves guarmag világtermelés időjárástól függően 400‑800 000 t körül alakul, ennek mintegy 80%-át India adja, a többit főként Pakisztán. A guarbabot rendszerint a monszun után, július végén-augusztus elején vetik és október végén-november elején takarítják be. A guargumit a guarbab endospermiuma tartalmazza, amelyben hidrokolloid (nyák) formában található és az endospermium 23%-át képezi, mely emellett nagyobb mennyiségű zsírt és fehérjét is tartalmaz. A termést a napon szárítják, majd a magvakat kiverik a hüvelyből és ledarálják. Ezután a guardarát 20-80 °C-on áztatják, extrudálják majd még nedves állapotban kalapácsos malomban finomra őrlik. A kivont gumit pogácsa, pellet, por és liszt formában forgalmazzák, de a félkész terméket, azaz a hüvelyezett magvat és a guardarát is exportálják. A legnagyobb guargumi-termelő és -exportőr szintén India. Fő felvevő piaca az Amerikai Egyesült Államok és a Közel-Kelet olajipara, továbbá Németország, Franciaország, Kína és Olaszország. A guargumigyártás mellékterméke az extrakció után visszamaradt guardara vagy guarliszt, ezt magas (42%) fehérjetartalma miatt állati takarmányként használják, a Magyar Takarmánykódexben is hivatalos.

## Minősítés
A guargumit élelmiszeripari/gyógyászati és ipari minőségben hozzák forgalomba.
A guargumi minőségét az őrlés finomsága, a vízzel alkotott kolloid viszkozitása és a kolloidképzés sebessége határozza meg. A durva guargumi-őrlemények általában – de nem mindig – lassabban képeznek kolloidot, de az elérhető viszkozitás viszonylag magasabb és jobban diszpergálhatók, mint a finomabb őrlemények. A nagyon finom őrleményekből viszonylag nehéz oldatot képezni.
Mivel a fő exportőrök fejlődő országok, a guargumi tartalmazhat fejlett országokban betiltott növényvédőszereket, illetve ezek (olykor egészségre ártalmas) bomlástermékeit. Az országba érkező guargumit ezért be kell vizsgálni ezek maradványaira.

## Kémiai összetétel
A guargumi fő komponense a guarán, amely egy galaktomannán típusú heteropoliszacharid. A makromolekula gerincét 1-4 kötésekkel kapcsolódó β-D-mannopiranózlánc alkotja, ehhez átlag két mannózonként 1-6 kötéssel galaktopiranozil-oldalláncok kapcsolódnak. Egy gauránlánc átlagosan 10 000 alegységből áll.
A guargumiban a pálcika alakú polimerek polidiszperz rendszert képeznek. A galaktozil-oldalláncok más galaktomannánokhoz képest magas aránya a molekulának merevséget kölcsönöz, kicsi a csavarodási foka, így megnyúlásra csak kevéssé képes. A galaktozil-csoportok gátolják a polimerláncok közötti erős másodlagos kölcsönhatás kialakulását is, mivel a kapcsolódási zónák létrejöttéhez legalább hat egységnyi „csupasz” (nem galaktozilált) mannopiranóz-szakasz szükséges. A galaktopiranozil-csoportok általában nem szabályosan, minden második mannózegységhez kapcsolódnak, hanem csak összességében tekintve 1:2 az arányuk a mannózhoz képest. Ez azt jelenti, hogy a galaktopiranozil-oldalláncoknak különféle mintázatai alakulnak ki a mannopiranózláncon; ezek közül a folytonosan galaktozilált szakaszok a legrigidebbek, míg a két mannózonként szubsztituáltak a leghajlékonyabbak, és a csupasz szakaszok teszik lehetővé a molekulák összekapcsolódását. Ha a galaktopiranozil-csoportok eloszlása teljesen véletlenszerű lenne, akkor a csupasz szakaszok előfordulása annyira csekély lenne, hogy az meggátolná a gélképzést (ennek ugyanis feltétele a polimerek összekapcsolódása másodlagos kötésekkel). A kapcsolódási zónák száma növelhető a galaktopiranozil-csoportok enzimatikus eltávolításával (például hüvelyesekből nyert α-galaktozidázzal), így a guargumit a csökkenő mennyiségben rendelkezésre álló szentjánoskenyérmag-liszt helyett is lehet használni.

## Tulajdonságok

### Oldékonyság és viszkozitás
A guarguminak jobb az oldékonysága és az emulgeálóképessége, mint a hasonló felhasználási területű szentjánoskenyérmag-liszté, mivel a molekulában több az elágazási pont. Újabb eltérés, hogy a guargumi önmagában nem gélképző, de ez elősegíthető bórax vagy kalciumsók hozzáadásával, melyek keresztkötéseket hoznak létre a poliszacharidláncok között. Vízzel hidrokolloidot képez; mivel nem ionizál, a képződő kolloidra a pH nincs hatással. Extrém pH-kon és magasabb hőmérsékleten viszont bomlásnak indul: míg a molekula pH 5-7 tartományban stabil, erős savak és bázisok hatására hidrolizál, ami egyben a viszkozitás csökkenéséhez vezet. Szénhidrogénekben nem oldódik.
A guargumi-kolloid viszkozitása kis nyíróerőknél nagy (sokkal nagyobb, mint a szentjánoskenyérmag-liszté vagy más hidrokolloidoké), a nyíróerő növelésével azonban a viszkozitás csökken, könnyen folyóvá válik (pszeudoplasztikus). Jellemző rá a tixotrópia is (a viszkozitás megváltozása a keverés során), amely 1%-os koncentráció felett jelentős, 0,3% alatt viszont elhanyagolható. Xantángumival keverve viszkozitásuk szinergizál. Micelláris kazeinnel kétfázisos rendszert képez, ezt a keveréket enyhe tixotrópia jellemzi.
A guargumi nagyon gazdaságos viszkozitásnövelő szer, mivel mintegy nyolcszor jobban növeli a víz viszkozitását, mint a kukoricakeményítő. Mivel viszonylag kis mennyiség is elegendő a kívánt viszkozitás eléréséhez, előnyösen használható többfázisú rendszerek stabilizálására: lassítja az olajcseppek koaleszcenciáját és a szilárd részecskék ülepedését.

### Jégkristályosodás
A guargumi módosítja a jégkristályképződés dinamikáját: lassítja a szilárd-folyadék határfelületen az anyagáramlást, ennek következtében a guargumival stabilizált termékek jobban viselik a lefagyasztási-felolvasztási ciklusokat.

## Felhasználása

### Ipar
- Olajbányászat

A guargumit legnagyobb mennyiségben az olajipar használja fel. Olajkút fúrásakor a víz vagy sósvíz alapú fúrófolyadékhoz adagolják. Fenntartja a fúróiszap viszkozitását (stabilizálja a szuszpenziót), így a fúrófolyadék képes a mélyen keletkező törmeléket eltávolítani. A guargumi a súrlódást is csökkenti, így kisebb erő szükséges a fúráshoz.
- Papírgyártás

A papírpéphez adagolt guargumi adhéziós tulajdonságának köszönhetően növeli a papír kopásállóságát és ellenállóbbá teszi a gyűrődésnek, szakításnak.
- Textilipar

A textiliparban a guargumit más szénhidrátadalékokhoz hasonlóan írezéshez, appretáláshoz és színnyomáshoz használják. Írezésnél az emulziók stabilizálása a szerepe, appretálásnál filmképző. Színnyomásnál megköti a festéket oldatban tartó vizet, így gátolja az anyag nedvesedését és a kontúrok elmosódását.
- Ércfeldolgozás

A guargumit iszapok flokkuláltatásához és ülepítéséhez használják.
- Robbanóanyaggyártás

Makromolekuláris gélképző gél- és iszaptípusú robbanóanyag-rendszerekben.

### Élelmiszeripar
Guargumival az átlagember az élelmiszerekben találkozik leggyakrabban. A guargumit az élelmiszeriparban gélképzőnek, viszkozitásnövelőnek, szuszpenziók stabilitásának növelésére, emulzifikánsnak, vízmegtartónak és kötőanyagnak használják. Az élelmiszereken az E412 élelmiszeradalék-kóddal jelölik. A következő ételféleségekhez adalékolják:
- öntetek (majonéz, ketchup, szószok): növeli a víz-olaj emulzió stabilitását
- tejtermékek (kakaóitalok és ízesített tejitalok, lágy sajtok és sajtkrémek): javítja az állagot, fenntartja az egységes viszkozitást és színt
- üdítőitalok (alkoholmentes italok és szörpök): kialakítja az ideális viszkozitást
- húskészítmények (sonka és felvágottak): síkosító és kötőanyag
- gyümölcsgélek (lekvárok, dzsemek, gyümölcszselék, puding, gumicukor): gélképző, viszkozitásnövelő, bevonatképző, fényesítő és vízmegtartó
- sütőipari termékek (kenyér, péksütemények, kekszek): elősegíti a tészta nedvességtartalmának megőrzését
- mirelittermékek (jégkrémek): gátolja a jégkristályképződést, ellenállóbbá teszi az élelmiszert a fagyasztásnak és a felolvasztásnak, stabilitásnövelő, megnyújtja az eltarthatóságot
- állateledelek (konzervek): gélképző, szuszpenziók stabilitását növeli, nedvességmegtartó

### Gyógyszeripar
A gyógyszer-, gyógytermék- és kozmetikai iparban széles körben használt segédanyag. Alkalmazása és hatásai hasonlóak a többi emészthetetlen poliszacharidéhoz. A VII. Magyar Gyógyszerkönyvben nem hivatalos. A következő készítményeknek lehet a hatóanyaga:
- Antacid készítmények
- Ozmotikus hashajtók (mint emészthetetlen élelmi rost)
- Étvágycsökkentők (teltségérzetet kelt)

A következő készítménytípusokban segédanyagban fordul elő:
- Szuszpenziós és emulziós gyógyszerformák (krémek, kenőcsök, paszták, rázókeverékek, linimentumok) stabilizálása, nedvességkötése
- Hidrogélek létrehozása
- Tabletták szétesésének elősegítése, kontrollált hatóanyag-leadás biztosítása
- Mikrokapszulák előállítása

## Élettani hatások

### Laxatív hatás
A guargumi vízzel duzzadó élelmi rost, amely emészthetetlen, így a vizet visszatartja a bélben és ozmotikus hashajtóként hat, illetve elősegíti a bélmozgásokat, oldja a székrekedést és segít megelőzni annak olyan szövődményeit, mint a divertikulózis, a Crohn-betegség, a kolitisz és az irritábilisbél-szindróma. A béltartalom megnövekedett mennyisége és csökkent viszkozitása elősegíti a salakanyagok és mérgek ürülését. Mivel a lágyabb széklet gyorsabban halad keresztül a beleken és így hamarabb szabadul a salaktól és a baktériumoktól, a rostos anyag segít fenntartani a belek egészségét, működését. Abszorpciós képességének köszönhetően képes megkötni a mérgeket és baktériumokat (amelyek például fertőzéses hasmenés okozói lehetnek).[forrás?]

## 2007-es dioxinszennyezés
A guargumi 2007 nyarán a dioxin- és pentaklórfenol-szennyezés miatt került az európai országok figyelmének középpontjába. A svájci hatóságok figyelmeztették az Európai Bizottságot, hogy a svájci Unipektin AG élelmiszeradalék-forgalmazó által az indiai India Glycols Limited szervesvegyészeti üzemtől vásárolt guargumiban dioxinszennyezés van. Egy németországi laboratórium július 13-án vizsgálta be az Unipektin AG Vidocrem® márkanevű, guargumiból gyártott viszkozitásnövelő élelmiszeradalékát, amelyben grammonként 12–156 pikogramm közötti dioxinmennyiséget mutatott ki, amely jóval a 6 pikogramm/gramm zsír uniós határérték felett van (bár ilyen határérték a guargumira nem létezik, mivel a dioxin zsírban oldódó vegyület). Az Európai Bizottság július 25-én figyelmeztette a tagállamokat, hogy azonosítsák a cégtől származó valamennyi guargumi-tartalmú szállítmányt és vizsgálják be dioxin mellett pentaklórfenolra is. Svájci hatóságok szerint 9 tagállamba és 4 egyéb államba (nevezetesen: Ausztria, Csehország, Finnország, Franciaország, Lengyelország, Magyarország, Nagy-Britannia, Németország, Spanyolország, illetve Ausztrália, Japán, Svájc, Törökország) szállított a cég szennyezett guargumi-készítményt, de a szállított mennyiség ismeretlen.
A Vidocrem®-et elsősorban (de nem kizárólag) joghurtokba, majonézbe, ketchupba adalékolják. Nem ismert, hogy milyen módon érintkezhetett a guargumi az elsősorban klórtartalmú vegyületek (pl. növényvédőszerek) gyártásakor, lebomlásakor vagy égetésekor keletkező dioxinnal. Augusztus 13-i információk szerint sem a feldolgozott guarbab, sem a feldolgozásnál használt gépek, sem a csomagolóanyagok nem tartalmaztak pentaklórfenolt, így a lehetséges szennyezőforrások köre a felhasznált vízre, tisztítószerekre és segédanyagokra szűkült. Az egészségügyi kockázatot szerencsére csökkenti, hogy a guargumit csak csekély mennyiségben adják az élelmiszerekhez.
Az eset valószínűleg visszaveti valamelyest az indiai guarexportot, bár ez csak rövidtávon valószínű, mivel legfőbb termelőként nincs alternatíva. Az eset hatására egyre több importőr követeli meg az áru minősítését, ez azonban nem olcsó: India egyetlen guargumit is minősítő laboratóriuma tonnánként mintegy 100 000 forintért vizsgál.